# F-1トリリオン
『F-1 Trillion』（エフ-ワン・トリリオン）は、アメリカ合衆国のラッパー兼歌手、ポスト・マローンの6枚目のスタジオ・アルバム。2024年8月16日にマーキュリー・レコード、リパブリック・レコードからリリースされた。全米アルバムチャートで初登場1位を獲得。
また、2024年5月10日にリリースされたアルバムのリードシングル『I Had Some Help』は全米シングルチャートで5週連続、通算で6週間首位を獲得した。